# لوئیس سالس
لوئیس سالس (انگلیسی: Luis Salces؛ زادهٔ ۲۵ نوامبر ۱۹۹۴) بازیکن فوتبال اهل آرژانتین است.
از باشگاه‌هایی که در آن بازی کرده‌است می‌توان به باشگاه فوتبال آپولون اسمیرنیس اشاره کرد.